# Landtag Schwarzburg-Rudolstadt (1890–1893)
Dieser Artikel behandelt den Landtag Schwarzburg-Rudolstadt 1890–1893.

## Landtag
Die Landtagswahl fand im September 1890 statt.
Als Abgeordnete wurden gewählt:
| Name                                | Partei      | Wohnort       | Kurie             | Wahlkreis                        | Anmerkung                                                                                  |
| ----------------------------------- | ----------- | ------------- | ----------------- | -------------------------------- | ------------------------------------------------------------------------------------------ |
| Johann Christian Karl Apel          | SAPD/SPD    | Frankenhausen | Allgemeine Wahlen | Frankenhausen I                  |                                                                                            |
| Paul Hugo Adolf Hermann von Bamberg | freis.      | Stadtilm      | Allgemeine Wahlen | Ilm                              |                                                                                            |
| Friedrich Karl August Bartholomäus  |             | Stadtilm      | Höchstbesteuerte  | Landratsamtsbezirk Rudolstadt II |                                                                                            |
| Johann Carl Wilhelm Julius Bergmann |             | Blechhammer   | Allgemeine Wahlen | Katzhütte                        |                                                                                            |
| Karl August Ehrhardt                |             | Immenrode     | Allgemeine Wahlen | Schlotheim                       |                                                                                            |
| Friedrich August Louis Max Grosser  |             | Rudolstadt    | Höchstbesteuerte  | Landratsamtsbezirk Rudolstadt I  |                                                                                            |
| Ludwig Karl von Holleben            | DRP         | Rudolstadt    | Allgemeine Wahlen | Leutenberg                       |                                                                                            |
| Wilhelm Carl Robert Kämmerer        | kons. (BdL) | Ringleben     | Allgemeine Wahlen | Frankenhausen II                 | Ab 15. November 1892 für Weinreich                                                         |
| Karl Gustav Philipp Knoch           | DFrP        | Blankenburg   | Allgemeine Wahlen | Blankenburg                      |                                                                                            |
| Carl Friedrich August Otto Körbitz  |             | Königsee      | Allgemeine Wahlen | Königsee II                      |                                                                                            |
| Friedrich Emil Kühn                 | DRP         | Königsee      | Allgemeine Wahlen | Königsee I                       | Ausgeschieden am 1. Oktober 1891 wegen der Ernennung zum Regierungsrat. Nachfolger: Werner |
| Johann Hermann Liebmann             | DFrP        | Rudolstadt    | Allgemeine Wahlen | Rudolstadt II                    |                                                                                            |
| Friedrich Rudolf Lüttich            | freis.      | Esperstedt    | Höchstbesteuerte  | Landratsamtsbezirk Frankenhausen |                                                                                            |
| Ernst Emil Eduard Meisel            | NLP         | Geiersthal    | Allgemeine Wahlen | Oberweißbach                     |                                                                                            |
| Theodor Hildebert Munsche           |             | Oberköditz    | Höchstbesteuerte  | Landratsamtsbezirk Königsee      |                                                                                            |
| Friedrich Wilhelm Richter           | NLP         | Rudolstadt    | Allgemeine Wahlen | Rudolstadt I                     |                                                                                            |
| Wilhelm Carl Weinreich              |             | Ringleben     | Allgemeine Wahlen | Frankenhausen II                 | Verstorben am 11. September 1892: Nachfolger: Kämmerer                                     |
| August Richard Werner               |             | Königsee      | Allgemeine Wahlen | Königsee II                      | Ab 8. November 1892 für Körbitz                                                            |

Der Landtag wählte unter Alterspräsident Karl von Holleben seinen Vorstand. Landtags-Director (Parlamentspräsident) wurde Eduard Meisel. Als Stellvertreter wurde Fritz Lüttich gewählt.
Der Landtag kam zwischen dem 11. November 1890 und dem 28. November 1892 zu 19 öffentlichen Plenarsitzungen in einer ordentlichen und einer außerordentlichen Sitzungsperioden zusammen.